# Jules Boudreau
Pour les articles homonymes, voir Boudreau.
Jules Boudreau est un dramaturge acadien né en 1941 à Maisonnette, au Nouveau-Brunswick (Canada).

## Biographie
Jules Boudreau naît le 12 mai 1941 à Maisonnette, au Nouveau-Brunswick, où il habite toujours. Après ses études, il est tour à tour enseignant d'histoire, maquettiste et chroniqueur littéraire dans le journal Le Voilier de Caraquet, auteur-compositeur-interprète, dramaturge ainsi que rédacteur pour le Festival acadien de Caraquet et animateur d'activités historiques pour le Village historique acadien. 
Il participe à la création de la troupe de théâtre communautaire Les Éloizes, dans son village natal, et joue dans la première production, L'Agence Belœil Inc., dont il a écrit le texte, en 1973. Il met en scène sa deuxième pièce, La Bringue, l'année suivante. Il écrit ensuite le texte de la pièce Louis Mailloux à la demande de Calixte Duguay alors que ce dernier compose les chansons, paroles et musique. Créée dans le style et l'esprit des années 1970, l'œuvre donne aux chansons un rôle de mobilisation. La pièce est produite en 1975 par le Théâtre populaire d'Acadie (TPA) de Caraquet à l'occasion du centième anniversaire de l'affaire Louis Mailloux. Elle connait un succès important et de nombreuses présentations ont lieu durant les décennies suivantes. Deux disques sont d'ailleurs enregistrés, l'un en 1980 (vinyle) et l'autre en 1994 (CD) à l'occasion du premier Congrès mondial acadien.
En 1983, le Festival acadien de Caraquet produit La Lambique, une comédie musicale satirique fruit d'une nouvelle collaboration avec Calixte Duguay.
De 1975 à 1991, il signe ou co-signe six pièces au TPA. Cochu et le soleil (1977), inspirée de la Déportation des Acadiens, est considérée comme sa pièce la plus achevée. La Bringue (1979) est une nouvelle version de la pièce produite en 1975. Les Bessons (1983) est co-écrite avec les frères Bertrand et Bernard Dugas sur les rapports entre les jumeaux. Jules Boudreau écrit ensuite deux pièces pour enfants, soit Images de notre enfance (1985) et Des amis pas pareil (1991), cette dernière en collaboration avec sa sœur Jeannine. On lui doit également quatre dramatiques radio: Louise et le soldat (1982),  La Reine Horse (1985), Poker électrique (1989), et Requiem pour Florian (1997), toutes diffusées au réseau national de Radio-Canada. 
On lui doit aussi deux recueils de nouvelles: Chroniques d'une île de la côte, paru en 1999 aux Éditions d'Acadie, et Chroniques d'une île de la côte, tome 2, aux Éditions de la Francophonie en 2012. Il a publié en 2003 un roman-jeunesse, Le Mystère de la maison grise, aux éditions Chenelière/MacGraw-Hill.
En 2014, il publie l'ouvrage Bâtisseurs de l'Acadie, sur les personnalités marquantes de l'histoire de l'Acadie, aux Éditions la Grande Marée. Cet ouvrage reprenait des textes publiés sous forme de chronique hebdomadaire dans le quotidien L'Acadie nouvelle.
Son premier roman, Les Potabrés, a paru en 2018, toujours aux Éditions la Grande Marée. En 2023, il est le co-auteur, avec son collaborateur Calixte Duguay, d'un ouvrage présentant sous le titre De terre et d'eau une sélection des chansons de ce dernier, avec commentaires et textes divers, publié aux Éditions de la Grande Marée.
En 2024, il signe le scénario, les dialogues et les paroles de la plupart des chansons d’un spectacle créé à l’instigation de Doria Albert et conçu pour célébrer le site de Sainte-Anne-du-Bocage à Caraquet, tout en rendant hommage au pionnier Alexis Landry. Présenté en plein air, dans le cadre du Festival acadien de Caraquet, sur le site même dont il fait l’éloge, il fut offert gratuitement devant un public nombreux et heureux de voir revivre une page de son histoire. Ce spectacle sera repris en août 2025, toujours à l'arrière de la chapelle de Ste-Anne-du-Bocage à Caraquet.

## Prix
- 1998 Certificat de reconnaissance du Conseil des Arts du Nouveau-Brunswick
- 2010 Prix spécial du jury France-Acadie, « pour l’ensemble de son œuvre »
- 2015 Prix du lieutenant-gouverneur du Nouveau-Brunswick, « pour l’ensemble et la qualité de son œuvre »
- 2017 Ordre des francophones d'Amérique
- 2018 Doctorat honorifique en théâtre de l'Université de Moncton, campus de Shippagan